# Troodon
Troodon (sau Troödon în sursele mai vechi) este un gen de dinozauri relativ mici, asemănători cu păsările, din perioada cretacicului superior.

## Descriere

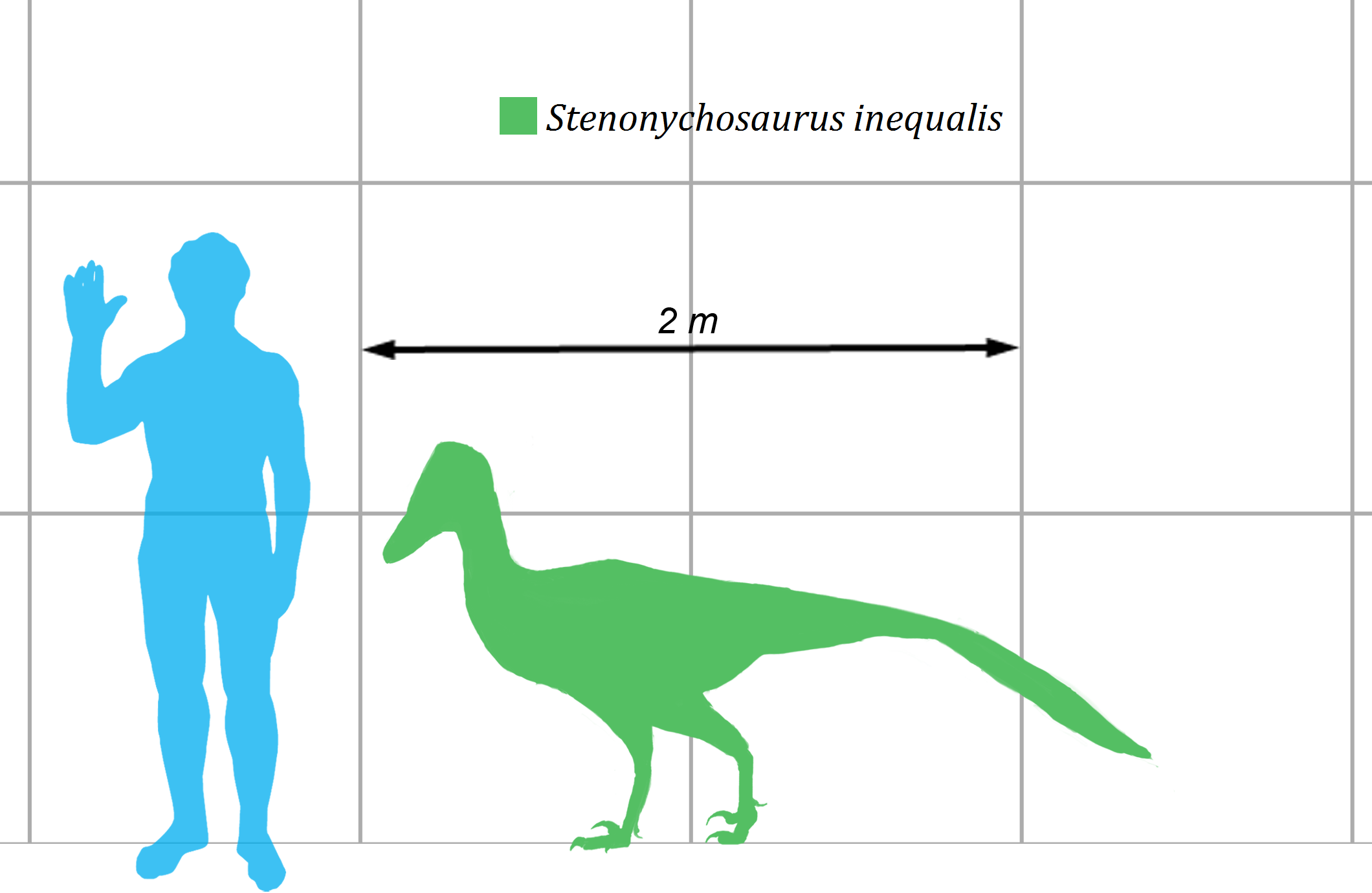
Mărimea unui T. inequalis în comparație cu un om

Troodon era un dinozaur pitic, având o lungime de aproximativ 2,4 m și o masă de circa 50 kg. Troodon este cel mai mare troodontid cunoscut.
Troodon avea unul din cei mai mari creieri față de orice alt dinozaur, raportat la masa corpului său (comparabil cu păsările actuale).

## „Dinosauroid”

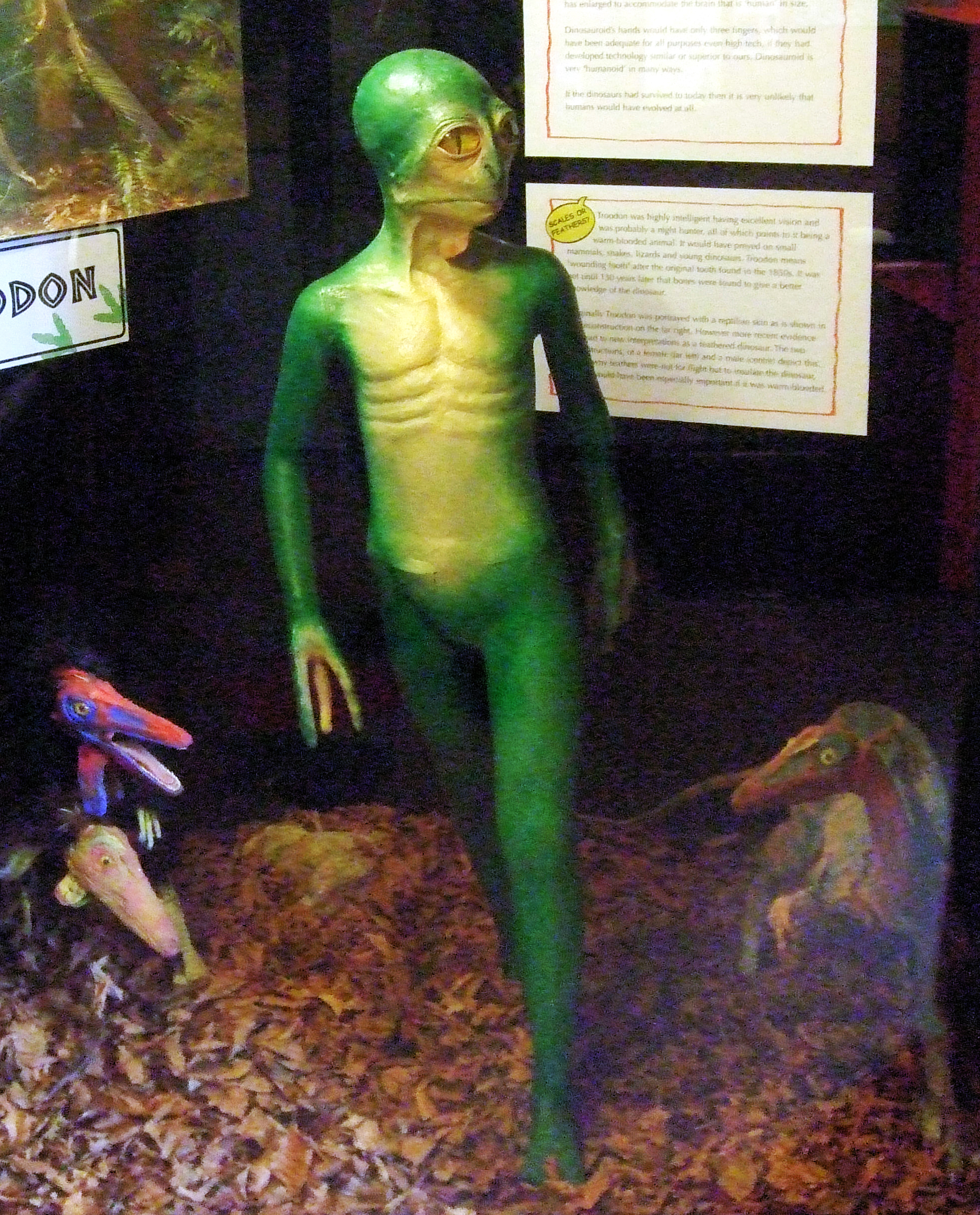
Model al unui ipotetic Dinosauroid, Dinosaur Museum, Dorchester.

În 1982, Dale Russell, curator al fosilelor vertebrate de la Muzeul Național al Canadei din Ottawa, a descris o presupusă evoluție a Troodonului dacă nu ar fi pierit în Cretacic-Paleogen acum 65 milioane de ani, sugerând că aceasta ar fi putut evolua în ființe inteligente similare oamenilor. De-a lungul timpului geologic, Russell a remarcat că a existat o creștere constantă a coeficientului de encefalizare sau EQ  în rândul dinozaurilor. Russell a descoperit primul craniu de Troodontid și a precizat că, în timp ce EQ era scăzut în comparație cu cel al oamenilor, era de șase ori mai mare decât al altor dinozauri. Russell a sugerat că dacă tendința de evoluție a Troodon-ului ar fi continuat până în prezent, creierul său ar fi avut acum 1100 cm3, fiind comparabil cu cel al unui om.